# إسماعيل حقي بك
إسماعيل حقّي بك المعلِّم ( بـِ اللغة التركية İsmail Hakkı Bey ) (ولد في عام 1865 م في مدينة إسطنبول في تركيا) هو ملحن وموسيقي تركي في زمن الدولة العثمانية وبدأ هذه المهنة في سِنٍّ مُبكِر وكان من أشهر أغانيه «ياوردة أفكاري الرقيقة fikrimin ince gülü» 